# Elizabeth Birch
Elizabeth Millen Birch (2 de septiembre de 1956) es una abogada estadounidense y exejecutiva que presidió la junta directiva del Grupo de Trabajo Nacional para Gays y Lesbianas de 1992 a 1994. Fue directora ejecutiva de la Human Rights Campaign, la organización LGBT más grande del país, desde enero de 1995 hasta enero de 2004.

## Trayectoria
Birch nació en la Base de la Fuerza Aérea Wright-Patterson en Dayton, Ohio, en 1956. Su padre era un oficial de la Fuerza Aérea Canadiense y durante su juventud, ella vivió en numerosas bases de la Fuerza Aérea Canadiense. Durante la escuela secundaria, se unió a Up With People, un grupo de teatro estudiantil, y realizó una gira por Europa y el norte de África durante un año. Birch se graduó por la Universidad de Hawái en 1980 y obtuvo un título de Juris Doctor en la Facultad de Derecho de la Universidad de Santa Clara. Fue abogada del bufete de abogados McCutchen, Doyle, Brown & Enersen hasta que se unió a Apple en 1989. Más tarde, en 2004, obtuvo un doctorado de la Universidad de Hawái.
Birch fue directora global de litigios de Apple Computer y directora de la asesoría legal de su filial Claris hasta 1995.

## Activismo
Birch comenzó su actividad política LGBT como miembro del Comité de Elecciones Municipales del Área de la Bahía (BAYMEC), un comité de acción política LGBT con sede en San José, California. Fue copresidenta del Grupo de Trabajo Nacional para Gays y Lesbianas de 1992 a 1994.
Birch se unió a Human Rights Campaign (HRC) como directora ejecutiva en enero de 1995. Durante los siguientes años, aumentó drásticamente su tamaño tanto en membresía como en presupuesto. Su enfoque de marketing para la organización política provocó críticas de que HRC estaba trabajando para conseguir sus objetivos a través de su influencia en las fuentes de financiación excluyendo las iniciativas locales. En 2003, la organización abrió su sede nacional en Washington D. C. Durante su mandato, surgió un problema importante cuando el HRC respaldó al senador de Nueva York Al D'Amato para la reelección en 1998, frente a Chuck Schumer. Birch fue directora ejecutiva del HRC hasta enero de 2004, cuando lo dejó para pasar más tiempo con su pareja, Hilary Rosen, y sus hijos. Se unió a la campaña presidencial de Howard Dean como asesora principal. 
Más tarde se convirtió en oradora pública profesional.
Birch todavía era directora ejecutiva de HRC cuando su personal y su junta directiva, con su apoyo, "trataron y finalmente decidieron agregar la 'T' a la declaración de misión de la organización" en 2001, aunque la organización todavía apoyaba la versión no transgénero de ENDA, diciendo que no podría convertirse en ley si se agregaban protecciones para las personas transgénero; el HRC modificó esta postura en agosto de 2004.
En 2000, Birch se convirtió en la primera líder de una organización LGBT en dirigirse a una convención política nacional cuando pronunció un discurso en horario de máxima audiencia en la Convención Nacional Demócrata.

## Carrera profesional posterior
En 2004, Birch lanzó Birch & Company, una firma de consultoría con oficinas en Washington D. C. y Nueva York. Birch dirigió la productora de Rosie O'Donnell, KidRo Productions, Inc. y supervisó la Fundación O'Donnell, The For All Kids Foundation, hasta 2007.
¡Birch también presenta un programa de entrevistas here! Entre sus invitados han estado Howard Dean, Pat Buchanan, Rosie O'Donnell y John Lewis.

## Datos biográficos personales
Tuvo una relación con Hilary Rosen, ex directora ejecutiva de la Recording Industry Association of America. Adoptaron gemelos, un niño y una niña, en Texas. La pareja se separó en 2006.

## Premio Elizabeth Birch a la Igualdad
Black Tie Dinner, la cena de recaudación de fondos LGBT más grande del país, otorga un premio anual en honor de Birch llamado Elizabeth Birch Equality Award. El premio se otorga anualmente a una persona, organización o empresa que haya realizado una contribución significativa de alcance nacional a la comunidad LGBT. Elizabeth Birch fue la primera en recibir el premio en 2004 y luego regresó a la cena en 2009 para entregar el premio a Judy Shepard. La Black Tie Dinner se lleva a cabo anualmente en Dallas, Texas.